# Corruption, l'Affaire du juge Vanini
Pour plus de détails, voir Fiche technique et Distribution.
Corruption, l'Affaire du juge Vanini (Corruzione al palazzo di giustizia) est un poliziottesco italien réalisé par Marcello Aliprandi d'après un roman de Ugo Betti et sorti en 1975, avec Gabriele Ferzetti comme acteur principal.
Il est adapté de la pièce de théâtre homonyme (it) d'Ugo Betti, écrite en 1944 et jouée au théâtre la même année. Elle avait déjà fait l'objet d'une télésuite du même nom (it) diffusé sur Rai 1 en 1966. 

## Synopsis
Une perquisition contre l'industriel Carlo Goja provoque un scandale. Une enquête promue par le Conseil supérieur de la magistrature jette la suspicion sur le président du palais de justice, le juge Vanini, qui est donc démis de ses fonctions. 

## Fiche technique
- Titre français : Corruption, l'Affaire du juge Vanini ou Le juge et la mafia[1]
- Titre original italien : Corruzione al palazzo di giustizia[2]
- Réalisateur : Marcello Aliprandi
- Scénario : Marcello Aliprandi, Gianfranco Clerici, Fernando Imbert
- Photographie : Gastone Di Giovanni
- Montage : Gian Maria Messeri
- Musique : Pino Donaggio
- Décors : Giuseppe Bassan, Fernando Imbert
- Costumes : Mariolina Bono
- Production : Giancarlo Marchetti
- Sociétés de production : Filmes
- Pays de production :  Italie
- Langue originale : italien
- Format : Couleur par Eastmancolor - Son mono - 35 mm
- Durée : 103 minutes
- Genre : Poliziottesco
- Dates de sortie :
  - Italie : 16 janvier 1975
  - France : 27 juin 1979[1]

## Distribution
- Franco Nero : le juge Dani
- Fernando Rey : le juge Vanini
- Martin Balsam : Carlo Goja
- Gabriele Ferzetti : Prandó
- Umberto Orsini : Erzi
- Mara Danaud : Flavia
- Giovanna Benedetto : Elena Vanini
- Umberto D'Orsi : 'Eccellenza’